# ماسک (فیلم ۲۰۱۲)
ماسک (به تامیلی: Mugamoodi) و (به انگلیسی: Mask) فیلمی هندی محصول سال ۲۰۱۲ و به کارگردانی چاندرا سیدهارتا است. در این فیلم بازیگرانی همچون جیوا، نارایان، پوجا هگده، نثار و گیریش کارناد ایفای نقش کرده‌اند.